# Oncideres dejeanii
Oncideres dejeanii là một loài bọ cánh cứng trong họ Cerambycidae.